# Johannes Madey
Johannes Madey (* 23. April 1933 in Kattowitz, Oberschlesien; † 10. Oktober 2012 in Paderborn) war ein deutscher Ostkirchenkundler.

## Leben
Nach seinem Diplom in katholischer Theologie (München 1959) promovierte er 1961 an der Universität München mit einer Arbeit über Wladimir Sergejewitsch Solowjow und seine Lehre von der Weltseele zum Dr. phil. Er war Oberstudienrat in Salzkotten. Er lehrte als Professor für Ostkirchenkunde und Ökumenik an der Theologischen Fakultät Kottayam in Indien. Er war Mitarbeiter am Johann-Adam-Möhler-Institut Paderborn und Lehrbeauftragter für Ostkirchenrecht am Institut für Kanonisches Recht Münster. Für das Philosophische Jahrbuch betätigte er sich als Übersetzer aus dem Polnischen.

## Werke (Auswahl)
- Kirche zwischen Ost und West. Beiträge zur Geschichte der Ukrainischen und Weißruthenischen Kirche. Bernward Verlag, München 1969.
- Die Kirchen des Ostens. Eine kleine Einführung. Kanisius-Verlag, Freiburg i. Ue. 1972, ISBN 3-83393-001-2.
- Die katholischen Ostkirchen. Hindernisse oder Brücken auf dem Weg zur Einheit der Christen?. Kanisius-Verlag, Freiburg i. Ue. 1973, ISBN 3-85764-004-9.
- Ecumenism, ecumenical movement and eastern churches. PV-Publ., Kerala, Indien 1987 (Pontifical Oriental Institute of Religious Studies; 105).
- Quellen und Grundzüge des Codex Canonum Ecclesiarum Orientalium. Ausgewählte Themen. Ludgerus-Verlag, Essen 1999, ISBN 3-87497-228-3.
- Madey verfasste zahlreiche Artikel im Biographisch-Bibliographischen Kirchenlexikon (BBKL).